# پابلو آندوخار
 پابلو آندوخار (انگلیسی: Pablo Andújar؛ زاده ۲۳ ژانویهٔ ۱۹۸۶) یک تنیس‌باز اهل اسپانیا است.